# Чемпіонат світу з футболу 1974 (склади команд)
Нижче наведені склади команд для участі у фінальному турнірі чемпіонату світу з футболу 1974 у ФРН. 
Уперше в історії чемпіонатів світу більшість команд (9 із 16) мали у своєму складі бодай одного гравця, що на клубному рівні грав за кордоном.
Усі збірні скористалися правом заявити на турнір по 22 гравці.

## Група 1

### ФРН
Головний тренер: Гельмут Шен
| №  | Поз. | Гравець               | Дата народження (вік)            | Матчів | Клуб                     |
| -- | ---- | --------------------- | -------------------------------- | ------ | ------------------------ |
| 1  | ВР   | Зепп Маєр             | 28 лютого 1944 (вік 30 років)    | 50     | Баварія (Мюнхен)         |
| 2  | ЗХ   | Берті Фогтс           | 30 грудня 1946 (вік 27 років)    | 51     | Боруссія (Менхенгладбах) |
| 3  | ЗХ   | Пауль Брайтнер        | 5 вересня 1951 (вік 22 роки)     | 19     | Баварія (Мюнхен)         |
| 4  | ЗХ   | Ганс-Георг Шварценбек | 3 квітня 1948 (вік 26 років)     | 23     | Баварія (Мюнхен)         |
| 5  | ЗХ   | Франц Бекенбауер (к)  | 11 вересня 1945 (вік 28 років)   | 78     | Баварія (Мюнхен)         |
| 6  | ЗХ   | Горст-Дітер Геттгес   | 10 вересня 1943 (вік 30 років)   | 65     | Вердер                   |
| 7  | ПЗ   | Герберт Віммер        | 9 листопада 1944 (вік 29 років)  | 23     | Боруссія (Менхенгладбах) |
| 8  | ПЗ   | Бернгард Кулльман     | 1 листопада 1949 (вік 24 роки)   | 12     | Кельн                    |
| 9  | НП   | Юрген Грабовскі       | 7 липня 1944 (вік 29 років)      | 38     | Айнтрахт                 |
| 10 | ПЗ   | Гюнтер Нетцер         | 14 вересня 1944 (вік 29 років)   | 34     | Реал Мадрид              |
| 11 | НП   | Юпп Гайнкес           | 9 травня 1945 (вік 29 років)     | 28     | Боруссія (Менхенгладбах) |
| 12 | ПЗ   | Вольфганг Оверат      | 29 вересня 1943 (вік 30 років)   | 74     | FC Кельн                 |
| 13 | НП   | Герд Мюллер           | 3 листопада 1945 (вік 28 років)  | 55     | Баварія (Мюнхен)         |
| 14 | НП   | Улі Генесс            | 5 січня 1952 (вік 22 роки)       | 20     | Баварія (Мюнхен)         |
| 15 | ПЗ   | Гайнц Флое            | 28 січня 1948 (вік 26 років)     | 14     | FC Кельн                 |
| 16 | ПЗ   | Райнер Бонгоф         | 29 березня 1952 (вік 22 роки)    | 4      | Боруссія (Менхенгладбах) |
| 17 | НП   | Бернд Гельценбайн     | 9 березня 1946 (вік 28 років)    | 4      | Айнтрахт                 |
| 18 | ПЗ   | Дітер Герцог          | 15 липня 1946 (вік 27 років)     | 2      | Фортуна (Дюссельдорф)    |
| 19 | ЗХ   | Юпп Капелльман        | 19 грудня 1949 (вік 24 роки)     | 3      | Баварія (Мюнхен)         |
| 20 | ЗХ   | Гельмут Кремерс       | 24 березня 1949 (вік 25 років)   | 5      | Шальке 04                |
| 21 | ВР   | Норберт Нігбур        | 8 травня 1948 (вік 26 років)     | 2      | Шальке 04                |
| 22 | ВР   | Вольфганг Клефф       | 16 листопада 1946 (вік 27 років) | 6      | Боруссія (Менхенгладбах) |

### НДР
Головний тренер: Георг Бушнер
| №  | Поз. | Гравець           | Дата народження (вік)            | Матчів | Клуб                           |
| -- | ---- | ----------------- | -------------------------------- | ------ | ------------------------------ |
| 1  | ВР   | Юрген Крой        | 19 жовтня 1946 (вік 27 років)    | 43     | Цвікау                         |
| 2  | ЗХ   | Лотар Курбювайт   | 6 листопада 1950 (вік 23 роки)   | 30     | Карл Цейс                      |
| 3  | ЗХ   | Бернд Бранш (к)   | 24 вересня 1944 (вік 29 років)   | 49     | Карл Цейс                      |
| 4  | ЗХ   | Конрад Вайзе      | 17 серпня 1951 (вік 22 роки)     | 23     | Карл Цейс                      |
| 5  | ЗХ   | Йоахім Фріче      | 28 жовтня 1951 (вік 22 роки)     | 7      | Локомотив (Лейпциг)            |
| 6  | ПЗ   | Рюдігер Шнупгазе  | 23 січня 1954 (вік 20 років)     | 4      | Рот-Вайс (Ерфурт)              |
| 7  | ПЗ   | Юрген Поммеренке  | 22 січня 1953 (вік 21 рік)       | 10     | Магдебург                      |
| 8  | НП   | Вольфрам Леве     | 14 травня 1945 (вік 29 років)    | 33     | Локомотив (Лейпциг)            |
| 9  | НП   | Петер Дукке       | 14 жовтня 1941 (вік 32 роки)     | 57     | Карл Цейс                      |
| 10 | НП   | Ганс-Юрген Крайше | 19 липня 1947 (вік 26 років)     | 38     | Динамо (Дрезден)               |
| 11 | НП   | Йоахім Штрайх     | 13 квітня 1951 (вік 23 роки)     | 30     | Ганза                          |
| 12 | ЗХ   | Зігмар Вецліх     | 16 листопада 1947 (вік 26 років) | 9      | Динамо (Дрезден)               |
| 13 | ПЗ   | Райнгард Лаук     | 16 вересня 1946 (вік 27 років)   | 14     | Динамо (Берлін)                |
| 14 | ПЗ   | Юрген Шпарвассер  | 4 червня 1948 (вік 26 років)     | 29     | Магдебург                      |
| 15 | НП   | Ебергард Фогель   | 8 квітня 1943 (вік 31 рік)       | 53     | Карл Цейс                      |
| 16 | ПЗ   | Гаральд Ірмшер    | 12 лютого 1946 (вік 28 років)    | 30     | Карл Цейс                      |
| 17 | ПЗ   | Еріх Гаманн       | 27 листопада 1944 (вік 29 років) | 1      | Франкфурт (Франкфурт-на-Одері) |
| 18 | ЗХ   | Герд Кіше         | 23 жовтня 1951 (вік 22 роки)     | 13     | Ганза                          |
| 19 | ПЗ   | Вольфганг Зегуїн  | 14 вересня 1945 (вік 28 років)   | 13     | Магдебург                      |
| 20 | НП   | Мартін Гоффманн   | 22 березня 1955 (вік 19 років)   | 3      | Магдебург                      |
| 21 | ВР   | Вольфганг Блохвіц | 8 лютого 1941 (вік 33 роки)      | 17     | Карл Цейс                      |
| 22 | ВР   | Вернер Фрізе      | 30 березня 1946 (вік 28 років)   | 0      | Локомотив (Лейпциг)            |

### Австралія
Головний тренер:  Рале Рашич
| №  | Поз. | Гравець            | Дата народження (вік)          | Матчів | Клуб               |
| -- | ---- | ------------------ | ------------------------------ | ------ | ------------------ |
| 1  | ВР   | Джек Рейлі         | 27 серпня 1945 (вік 28 років)  | 12     | «Мельбурн Хакоах»  |
| 2  | ЗХ   | Дуг Утешенович     | 8 жовтня 1946 (вік 27 років)   | 20     | «Сент-Джордж»      |
| 3  | ЗХ   | Пітер Вілсон (к)   | 15 вересня 1947 (вік 26 років) | 31     | «Сейфвей Юнайтед»  |
| 4  | ЗХ   | Манфред Шефер      | 12 лютого 1943 (вік 31 рік)    | 46     | «Сент-Джордж»      |
| 5  | ЗХ   | Колін Каррен       | 21 серпня 1947 (вік 26 років)  | 12     | «Вестерн Сабарбс»  |
| 6  | ПЗ   | Рей Річардс        | 18 травня 1946 (вік 28 років)  | 28     | «Марконі Фаєрфілд» |
| 7  | ПЗ   | Джиммі Руні        | 10 грудня 1945 (вік 28 років)  | 20     | «АПІА Лейхгардт»   |
| 8  | ПЗ   | Джиммі Маккей      | 19 грудня 1943 (вік 30 років)  | 28     | «Сідней Хакоах»    |
| 9  | ПЗ   | Джонні Воррен      | 17 травня 1943 (вік 31 рік)    | 41     | «Сент-Джордж»      |
| 10 | НП   | Гарі Мануел        | 20 лютого 1950 (вік 24 роки)   | 4      | «Пан Гелленік»     |
| 11 | НП   | Аттіла Абоньї      | 16 серпня 1946 (вік 27 років)  | 39     | «Сент-Джордж»      |
| 12 | НП   | Едріен Елстон      | 6 лютого 1949 (вік 25 років)   | 33     | «Сейфвей Юнайтед»  |
| 13 | ПЗ   | Пітер Оллертон     | 20 травня 1951 (вік 23 роки)   | 4      | «АПІА Лейхгардт»   |
| 14 | ПЗ   | Макс Толсон        | 18 липня 1945 (вік 28 років)   | 16     | «Сейфвей Юнайтед»  |
| 15 | ЗХ   | Гаррі Вільямс      | 7 травня 1951 (вік 23 роки)    | 2      | «Сент-Джордж»      |
| 16 | ЗХ   | Іво Рудич          | 24 січня 1942 (вік 32 роки)    | 0      | «Пан Гелленік»     |
| 17 | ЗХ   | Дейв Гардінг       | 14 серпня 1946 (вік 27 років)  | 1      | «Пан Гелленік»     |
| 18 | ПЗ   | Джонні Воткісс     | 28 березня 1941 (вік 33 роки)  | 23     | «Сідней Хакоах»    |
| 19 | ПЗ   | Ерні Кемпбелл      | 20 жовтня 1949 (вік 24 роки)   | 8      | «Марконі Фаєрфілд» |
| 20 | НП   | Бранко Бульєвич    | 6 вересня 1947 (вік 26 років)  | 19     | «Футскрей ЮЮСТ»    |
| 21 | ВР   | Джим Милисавльєвич | 15 квітня 1951 (вік 23 роки)   | 0      | «Футскрей ЮЮСТ»    |
| 22 | ВР   | Аллан Махер        | 21 липня 1950 (вік 23 роки)    | 0      | «Сазерланд»        |

### Чилі
Головний тренер: Луїс Аламос
| №  | Поз. | Гравець               | Дата народження (вік)         | Матчів | Клуб                 |
| -- | ---- | --------------------- | ----------------------------- | ------ | -------------------- |
| 1  | ВР   | Леопольдо Вальєхос    | 16 липня 1944 (вік 29 років)  | 13     | Уніон Еспаньйола     |
| 2  | ЗХ   | Роландо Гарсія        | 15 грудня 1942 (вік 31 рік)   | 14     | Коло-Коло            |
| 3  | ЗХ   | Альберто Кінтано      | 26 квітня 1946 (вік 28 років) | 33     | Крус Асуль           |
| 4  | ЗХ   | Антоніо Аріас         | 9 жовтня 1944 (вік 29 років)  | 25     | Уніон Еспаньйола     |
| 5  | ЗХ   | Еліас Фігероа         | 25 жовтня 1946 (вік 27 років) | 19     | Інтернасьйонал       |
| 6  | ЗХ   | Хуан Родрігес         | 16 січня 1944 (вік 30 років)  | 24     | «Атлетіко Еспаньйол» |
| 7  | НП   | Карлос Касселі        | 5 липня 1950 (вік 23 роки)    | 20     | Леванте              |
| 8  | ПЗ   | Франсіско Вальдес (к) | 19 березня 1943 (вік 31 рік)  | 44     | Коло-Коло            |
| 9  | НП   | Серхіо Аумада         | 2 жовтня 1948 (вік 25 років)  | 12     | Коло-Коло            |
| 10 | ПЗ   | Карлос Рейносо        | 7 березня 1945 (вік 29 років) | 25     | Америка              |
| 11 | НП   | Леонардо Веліс        | 3 вересня 1945 (вік 28 років) | 18     | Коло-Коло            |
| 12 | ЗХ   | Хуан Мачука           | 7 березня 1951 (вік 23 роки)  | 18     | Уніон Еспаньйола     |
| 13 | ЗХ   | Рафаель Гонсалес      | 24 квітня 1950 (вік 24 роки)  | 10     | Коло-Коло            |
| 14 | ПЗ   | Альфонсо Лара         | 27 квітня 1946 (вік 28 років) | 27     | Коло-Коло            |
| 15 | ЗХ   | Маріо Галіндо         | 10 серпня 1951 (вік 22 роки)  | 6      | Коло-Коло            |
| 16 | ПЗ   | Гільєрмо Паес         | 18 квітня 1945 (вік 29 років) | 11     | Коло-Коло            |
| 17 | НП   | Гільєрмо Явар         | 26 березня 1943 (вік 31 рік)  | 24     | Універсідад де Чилі  |
| 18 | ПЗ   | Хорхе Сосіас          | 6 жовтня 1951 (вік 22 роки)   | 2      | Універсідад де Чилі  |
| 19 | ПЗ   | Рохеліо Фаріас        | 13 серпня 1949 (вік 24 роки)  | 10     | Уніон Еспаньйола     |
| 20 | НП   | Освальдо Кастро       | 14 квітня 1947 (вік 27 років) | 24     | Америка              |
| 21 | ВР   | Хуан Оліварес         | 20 лютого 1941 (вік 33 роки)  | 32     | Уніон Еспаньйола     |
| 22 | ВР   | Адольфо Неф           | 18 січня 1946 (вік 28 років)  | 26     | Коло-Коло            |

## Група 2

### Бразилія
Головний тренер: Маріо Загалло
| №  | Поз. | Гравець          | Дата народження (вік)          | Матчів | Клуб           |
| -- | ---- | ---------------- | ------------------------------ | ------ | -------------- |
| 1  | ВР   | Леао             | 11 липня 1949 (вік 24 роки)    | 19     | Палмейрас      |
| 2  | ЗХ   | Луїс Перейра     | 21 червня 1949 (вік 24 роки)   | 15     | Палмейрас      |
| 3  | ЗХ   | Маріньйо Перес   | 19 березня 1947 (вік 27 років) | 5      | Сантус         |
| 4  | ЗХ   | Зе Марія         | 18 травня 1949 (вік 25 років)  | 28     | Корінтіанс     |
| 5  | ПЗ   | Піацца (к)       | 25 лютого 1943 (вік 31 рік)    | 44     | Крузейро       |
| 6  | ЗХ   | Маріньйо Шагас   | 8 лютого 1952 (вік 22 роки)    | 9      | Ботафого       |
| 7  | НП   | Жаїрзіньйо       | 25 грудня 1944 (вік 29 років)  | 73     | Ботафого       |
| 8  | ПЗ   | Лейвінья         | 11 вересня 1949 (вік 24 роки)  | 18     | Палмейрас      |
| 9  | НП   | Сезар            | 17 травня 1945 (вік 29 років)  | 8      | Палмейрас      |
| 10 | ПЗ   | Роберто Рівеліно | 1 січня 1946 (вік 28 років)    | 57     | Корінтіанс     |
| 11 | ПЗ   | Кажу             | 16 червня 1949 (вік 24 роки)   | 43     | Фламенгу       |
| 12 | ВР   | Ренато           | 5 грудня 1944 (вік 29 років)   | 2      | Фламенгу       |
| 13 | НП   | Валдоміро        | 17 лютого 1946 (вік 28 років)  | 9      | Інтернасьйонал |
| 14 | ЗХ   | Неліньйо         | 26 липня 1950 (вік 23 роки)    | 2      | Крузейро       |
| 15 | ЗХ   | Алфредо          | 18 жовтня 1946 (вік 27 років)  | 1      | Палмейрас      |
| 16 | ЗХ   | Марко Антоніо    | 6 лютого 1951 (вік 23 роки)    | 27     | Флуміненсе     |
| 17 | ПЗ   | Карпеджані       | 7 лютого 1949 (вік 25 років)   | 5      | Інтернасьйонал |
| 18 | ПЗ   | Адемір да Гія    | 3 квітня 1942 (вік 32 роки)    | 8      | Палмейрас      |
| 19 | НП   | Мірандінья       | 26 лютого 1952 (вік 22 роки)   | 3      | Сан-Паулу      |
| 20 | НП   | Еду              | 6 серпня 1949 (вік 24 роки)    | 41     | Сантус         |
| 21 | НП   | Дірсеу           | 15 червня 1952 (вік 21 рік)    | 4      | Ботафого       |
| 22 | ВР   | Валдір Перес     | 2 лютого 1951 (вік 23 роки)    | 0      | Сан-Паулу      |

### Шотландія
Головний тренер: Віллі Ормонд
| №  | Поз. | Гравець           | Дата народження (вік)          | Матчів | Клуб              |
| -- | ---- | ----------------- | ------------------------------ | ------ | ----------------- |
| 1  | ВР   | Девід Гарві       | 7 лютого 1948 (вік 26 років)   | 7      | Лідс Юнайтед      |
| 2  | ЗХ   | Сенді Джардін     | 31 грудня 1948 (вік 25 років)  | 16     | Рейнджерс         |
| 3  | ЗХ   | Денні Макгрейн    | 1 травня 1950 (вік 24 роки)    | 12     | Селтік            |
| 4  | ПЗ   | Біллі Бремнер (к) | 9 грудня 1942 (вік 31 рік)     | 48     | Лідс Юнайтед      |
| 5  | ЗХ   | Джим Голтон       | 11 квітня 1951 (вік 23 роки)   | 11     | Манчестер Юнайтед |
| 6  | ЗХ   | Джон Блеклі       | 12 травня 1948 (вік 26 років)  | 3      | Гіберніан         |
| 7  | ПЗ   | Джиммі Джонстон   | 30 вересня 1944 (вік 29 років) | 21     | Селтік            |
| 8  | НП   | Кенні Далгліш     | 4 березня 1951 (вік 23 роки)   | 19     | Селтік            |
| 9  | НП   | Джо Джордан       | 15 грудня 1951 (вік 22 роки)   | 11     | Лідс Юнайтед      |
| 10 | ПЗ   | Девід Хей         | 29 січня 1948 (вік 26 років)   | 24     | Селтік            |
| 11 | НП   | Пітер Лорімер     | 14 грудня 1946 (вік 27 років)  | 14     | Лідс Юнайтед      |
| 12 | ВР   | Томсон Аллан      | 5 жовтня 1946 (вік 27 років)   | 2      | Данді             |
| 13 | ВР   | Джим Стюарт       | 9 березня 1954 (вік 20 років)  | 0      | Кілмарнок         |
| 14 | ЗХ   | Мартін Бакен      | 6 березня 1949 (вік 25 років)  | 13     | Манчестер Юнайтед |
| 15 | ПЗ   | Пітер Кормак      | 17 липня 1946 (вік 27 років)   | 9      | Ліверпуль         |
| 16 | ЗХ   | Віллі Донахі      | 5 жовтня 1951 (вік 22 роки)    | 11     | Манчестер Сіті    |
| 17 | ПЗ   | Дональд Форд      | 25 жовтня 1944 (вік 29 років)  | 3      | Гартс             |
| 18 | ПЗ   | Томмі Гатчисон    | 22 вересня 1947 (вік 26 років) | 8      | Ковентрі Сіті     |
| 19 | НП   | Деніс Лоу         | 24 лютого 1940 (вік 34 роки)   | 54     | Манчестер Сіті    |
| 20 | НП   | Віллі Морган      | 2 жовтня 1944 (вік 29 років)   | 19     | Манчестер Юнайтед |
| 21 | ЗХ   | Гордон Макквін    | 26 червня 1952 (вік 21 рік)    | 1      | Лідс Юнайтед      |
| 22 | ЗХ   | Еріх Шедлер       | 6 серпня 1949 (вік 24 роки)    | 1      | Гіберніан         |

### СФРЮ
Головний тренер: Милян Милянич
| №  | Поз. | Гравець             | Дата народження (вік)           | Матчів | Клуб                 |
| -- | ---- | ------------------- | ------------------------------- | ------ | -------------------- |
| 1  | ВР   | Енвер Марич         | 23 квітня 1948 (вік 26 років)   | 23     | Вележ                |
| 2  | ЗХ   | Іван Булян          | 11 грудня 1949 (вік 24 роки)    | 7      | Хайдук (Спліт)       |
| 3  | ЗХ   | Енвер Хаджиабдич    | 6 листопада 1945 (вік 28 років) | 5      | Желєзнічар (Сараєво) |
| 4  | ПЗ   | Дражен Мужинич      | 25 січня 1953 (вік 21 рік)      | 3      | Хайдук (Спліт)       |
| 5  | ЗХ   | Йосип Каталинський  | 12 травня 1948 (вік 26 років)   | 21     | Желєзнічар (Сараєво) |
| 6  | ПЗ   | Владислав Богичевич | 7 листопада 1950 (вік 23 роки)  | 9      | Црвена Звезда        |
| 7  | НП   | Ілія Петкович       | 22 вересня 1945 (вік 28 років)  | 38     | Труа                 |
| 8  | ПЗ   | Бранко Облак        | 27 травня 1947 (вік 27 років)   | 29     | Хайдук (Спліт)       |
| 9  | НП   | Івиця Шуряк         | 23 березня 1953 (вік 21 рік)    | 7      | Хайдук (Спліт)       |
| 10 | ПЗ   | Йован Ачимович      | 21 червня 1948 (вік 25 років)   | 43     | Црвена Звезда        |
| 11 | НП   | Драган Джаїч (к)    | 30 травня 1946 (вік 28 років)   | 72     | Црвена Звезда        |
| 12 | ПЗ   | Юриця Єркович       | 25 лютого 1950 (вік 24 роки)    | 25     | Хайдук (Спліт)       |
| 13 | ПЗ   | Мирослав Павлович   | 23 жовтня 1942 (вік 31 рік)     | 45     | Црвена Звезда        |
| 14 | ЗХ   | Лука Перузович      | 26 лютого 1952 (вік 22 роки)    | 0      | Хайдук (Спліт)       |
| 15 | ЗХ   | Кирил Дойчиновський | 17 жовтня 1943 (вік 30 років)   | 6      | Црвена Звезда        |
| 16 | ПЗ   | Франьо Владич       | 19 жовтня 1951 (вік 22 роки)    | 16     | Вележ                |
| 17 | НП   | Данило Попивода     | 1 травня 1947 (вік 27 років)    | 8      | Олімпія (Любляна)    |
| 18 | НП   | Станислав Карасі    | 8 листопада 1946 (вік 27 років) | 6      | Црвена Звезда        |
| 19 | НП   | Душан Баєвич        | 10 грудня 1948 (вік 25 років)   | 28     | Вележ                |
| 20 | НП   | Владимир Петрович   | 1 липня 1955 (вік 18 років)     | 5      | Црвена Звезда        |
| 21 | ВР   | Огнєн Петрович      | 2 січня 1948 (вік 26 років)     | 2      | Црвена Звезда        |
| 22 | ВР   | Різах Мешкович      | 10 серпня 1947 (вік 26 років)   | 1      | Хайдук (Спліт)       |

### Заїр
Головний тренер:  Благоє Видинич
| №  | Поз. | Гравець             | Дата народження (вік)            | Матчів | Клуб              |
| -- | ---- | ------------------- | -------------------------------- | ------ | ----------------- |
| 1  | ВР   | Мвамба Казаді       | 6 березня 1947 (вік 27 років)    | 0      | ТП Мазембе        |
| 2  | ЗХ   | Мвепу Ілунга        | 22 серпня 1949 (вік 24 роки)     | 0      | ТП Мазембе        |
| 3  | ЗХ   | Мванза Мукомбо      | 17 грудня 1945 (вік 28 років)    | 0      | ТП Мазембе        |
| 4  | ЗХ   | Чімен Бванга        | 4 січня 1949 (вік 25 років)      | 0      | ТП Мазембе        |
| 5  | ЗХ   | Боба Лобіло         | 10 квітня 1950 (вік 24 роки)     | 0      | АС Віта Клуб      |
| 6  | ПЗ   | Кіласу Массамба     | 22 грудня 1950 (вік 23 роки)     | 0      | Біліма            |
| 7  | ПЗ   | Камунда Чінабу      | 8 травня 1946 (вік 28 років)     | 0      | ТП Мазембе        |
| 8  | ПЗ   | Мана Мамувене       | 10 жовтня 1947 (вік 26 років)    | 0      | Імана             |
| 9  | ПЗ   | Кембо Уба Кембо     | 27 грудня 1947 (вік 26 років)    | 0      | АС Віта Клуб      |
| 10 | ПЗ   | Кідуму Мантанту (к) | 17 листопада 1946 (вік 27 років) | 0      | Імана             |
| 11 | ЗХ   | Бабо Кабасу         | 4 березня 1950 (вік 24 роки)     | ?      | Біліма            |
| 12 | ВР   | Тубіланду Ндімбі    | 15 березня 1948 (вік 26 років)   | 0      | АС Віта Клуб      |
| 13 | ПЗ   | Ндає Муламба        | 4 листопада 1948 (вік 25 років)  | 0      | АС Віта Клуб      |
| 14 | НП   | Маянга Маку         | 31 жовтня 1948 (вік 25 років)    | 0      | АС Віта Клуб      |
| 15 | ПЗ   | Мафу Кібонге        | 12 лютого 1945 (вік 29 років)    | 0      | АС Віта Клуб      |
| 16 | ЗХ   | Мвапе Міало         | 30 грудня 1951 (вік 22 роки)     | ?      | Ньїкі (Лубумбаші) |
| 17 | ПЗ   | Кафула Нгоє         | 11 листопада 1945 (вік 28 років) | ?      | ТП Мазембе        |
| 18 | НП   | Мавуба Мафуїла      | 15 грудня 1949 (вік 24 роки)     | ?      | АС Віта Клуб      |
| 19 | НП   | Екофа Мбунгу        | 24 листопада 1948 (вік 25 років) | ?      | Імана             |
| 20 | НП   | Жан Калала Н'Тумба  | 7 січня 1949 (вік 25 років)      | 0      | АС Віта Клуб      |
| 21 | НП   | Етепе Какоко        | 22 листопада 1950 (вік 23 роки)  | 0      | Імана             |
| 22 | ВР   | Каламбай Отепа      | 12 листопада 1948 (вік 25 років) | ?      | ТП Мазембе        |

## Група 3

### Нідерланди
Головний тренер: Рінус Міхелс
| №  | Поз. | Гравець              | Дата народження (вік)            | Матчів | Клуб      |
| -- | ---- | -------------------- | -------------------------------- | ------ | --------- |
| 1  | ПЗ   | Руд Гелс             | 28 липня 1948 (вік 25 років)     | 3      | Брюгге    |
| 2  | ПЗ   | Арі Ган              | 16 листопада 1948 (вік 25 років) | 10     | Аякс      |
| 3  | ПЗ   | Вім ван Ганегем      | 20 лютого 1944 (вік 30 років)    | 29     | Феєнорд   |
| 4  | ЗХ   | Кес ван Ірссел       | 6 грудня 1945 (вік 28 років)     | 4      | Твенте    |
| 5  | ЗХ   | Рінус Ісраел         | 19 березня 1942 (вік 32 роки)    | 44     | Феєнорд   |
| 6  | ЗХ   | Вім Янсен            | 28 жовтня 1946 (вік 27 років)    | 25     | Феєнорд   |
| 7  | ПЗ   | Тео де Йонг          | 11 серпня 1947 (вік 26 років)    | 8      | Феєнорд   |
| 8  | ВР   | Ян Йонгблуд          | 25 листопада 1940 (вік 33 роки)  | 2      | Амстердам |
| 9  | НП   | Піт Кейзер           | 14 червня 1943 (вік 30 років)    | 33     | Аякс      |
| 10 | ПЗ   | Рене ван де Керкгоф  | 16 вересня 1951 (вік 22 роки)    | 5      | ПСВ       |
| 11 | ПЗ   | Віллі ван де Керкгоф | 16 вересня 1951 (вік 22 роки)    | 1      | ПСВ       |
| 12 | ЗХ   | Руд Крол             | 24 березня 1949 (вік 25 років)   | 20     | Аякс      |
| 13 | ПЗ   | Йоган Нескенс        | 15 вересня 1951 (вік 22 роки)    | 17     | Аякс      |
| 14 | ПЗ   | Йоган Кройф (к)      | 25 квітня 1947 (вік 27 років)    | 28     | Барселона |
| 15 | НП   | Роб Ренсенбрінк      | 3 липня 1947 (вік 26 років)      | 13     | Андерлехт |
| 16 | НП   | Джонні Реп           | 25 листопада 1951 (вік 22 роки)  | 5      | Аякс      |
| 17 | ЗХ   | Вім Рейсберген       | 18 січня 1952 (вік 22 роки)      | 1      | Феєнорд   |
| 18 | ВР   | Піт Схрейверс        | 15 грудня 1946 (вік 27 років)    | 5      | Твенте    |
| 19 | ЗХ   | Плен Стрік           | 27 травня 1944 (вік 30 років)    | 8      | ПСВ       |
| 20 | ЗХ   | Вім Сюрбір           | 16 січня 1945 (вік 29 років)     | 27     | Аякс      |
| 21 | ВР   | Едді Трейтел         | 28 травня 1946 (вік 28 років)    | 4      | Феєнорд   |
| 22 | ЗХ   | Гаррі Вос            | 4 вересня 1946 (вік 27 років)    | 0      | Феєнорд   |

### Швеція
Головний тренер: Йорг Еріксон
| №  | Поз. | Гравець             | Дата народження (вік)            | Матчів | Клуб             |
| -- | ---- | ------------------- | -------------------------------- | ------ | ---------------- |
| 1  | ВР   | Ронні Гельстрем     | 21 лютого 1949 (вік 25 років)    | 38     | Гаммарбю         |
| 2  | ЗХ   | Ян Ульссон          | 30 березня 1942 (вік 32 роки)    | 11     | Отвідабергс      |
| 3  | ЗХ   | Кент Карлссон       | 25 листопада 1945 (вік 28 років) | 10     | Отвідабергс      |
| 4  | ЗХ   | Бйорн Нордквіст (к) | 6 жовтня 1942 (вік 31 рік)       | 73     | ПСВ              |
| 5  | ЗХ   | Бйорн Андерссон     | 20 липня 1951 (вік 22 роки)      | 10     | Естерс           |
| 6  | ПЗ   | Уве Гран            | 9 травня 1943 (вік 31 рік)       | 31     | Грассгоппер      |
| 7  | ПЗ   | Бу Ларссон          | 5 травня 1944 (вік 30 років)     | 59     | Мальме           |
| 8  | ПЗ   | Конні Торстенссон   | 28 серпня 1949 (вік 24 роки)     | 14     | Баварія (Мюнхен) |
| 9  | НП   | Уве Чіндваль        | 16 травня 1943 (вік 31 рік)      | 39     | Норрчепінг       |
| 10 | НП   | Ральф Едстрем       | 7 жовтня 1952 (вік 21 рік)       | 15     | ПСВ              |
| 11 | НП   | Роланд Сандберг     | 16 грудня 1946 (вік 27 років)    | 20     | Кайзерслаутерн   |
| 12 | ВР   | Свен-Гуннар Ларссон | 10 травня 1940 (вік 34 роки)     | 27     | Еребру           |
| 13 | ЗХ   | Роланд Гріп         | 1 січня 1941 (вік 33 роки)       | 52     | Сіріус (Уппсала) |
| 14 | ПЗ   | Стаффан Таппер      | 10 липня 1948 (вік 25 років)     | 15     | Мальме           |
| 15 | ПЗ   | Бенно Магнуссон     | 4 лютого 1953 (вік 21 рік)       | 5      | Кайзерслаутерн   |
| 16 | ПЗ   | Інге Ейдерстедт     | 24 грудня 1946 (вік 27 років)    | 20     | Естерс           |
| 17 | ВР   | Йоран Гагберг       | 8 листопада 1947 (вік 26 років)  | 1      | Естерс           |
| 18 | ЗХ   | Єрген Аугустссон    | 28 жовтня 1952 (вік 21 рік)      | 0      | Отвідабергс      |
| 19 | ПЗ   | Клас Кронквіст      | 15 жовтня 1944 (вік 29 років)    | 14     | Ландскруна       |
| 20 | ПЗ   | Свен Ліндман        | 19 квітня 1942 (вік 32 роки)     | 19     | Юргорден IF      |
| 21 | ПЗ   | Ер'ян Перссон       | 27 серпня 1942 (вік 31 рік)      | 46     | Ергрюте          |
| 22 | ПЗ   | Томас Альстрем      | 17 липня 1952 (вік 21 рік)       | 2      | Ельфсборг        |

### Уругвай
Головний тренер: Роберто Порта
| №  | Поз. | Гравець                 | Дата народження (вік)         | Матчів | Клуб              |
| -- | ---- | ----------------------- | ----------------------------- | ------ | ----------------- |
| 1  | ВР   | Ладислао Мазуркевич     | 14 лютого 1945 (вік 29 років) | 34     | Atlético Mineiro  |
| 2  | ЗХ   | Бауділіо Хаурегі        | 9 липня 1945 (вік 28 років)   | 6      | River Plate       |
| 3  | ЗХ   | Хуан Карлос Масник (к)  | 2 березня 1943 (вік 31 рік)   | 23     | Nacional          |
| 4  | ЗХ   | Пабло Форлан            | 14 липня 1945 (вік 28 років)  | 12     | São Paulo         |
| 5  | ЗХ   | Хуліо Монтеро Кастільйо | 25 квітня 1944 (вік 30 років) | 40     | Nacional          |
| 6  | ЗХ   | Рікардо Павоні          | 8 липня 1943 (вік 30 років)   | 10     | Independiente     |
| 7  | ПЗ   | Луїс Кубілья            | 28 березня 1940 (вік 34 роки) | 36     | Nacional          |
| 8  | ПЗ   | Віктор Еспарраго        | 6 жовтня 1944 (вік 29 років)  | 38     | Sevilla           |
| 9  | НП   | Фернандо Морена         | 2 лютого 1952 (вік 22 роки)   | 21     | Пеньяроль         |
| 10 | ПЗ   | Педро Роча              | 3 грудня 1942 (вік 31 рік)    | 49     | São Paulo         |
| 11 | НП   | Ромео Корбо             | 20 січня 1952 (вік 22 роки)   | 21     | Пеньяроль         |
| 12 | ВР   | Héctor Santos           | 29 жовтня 1944 (вік 29 років) | 10     | Альянса Ліма      |
| 13 | ЗХ   | Густаво де Сімоне       | 23 квітня 1948 (вік 26 років) | 8      | Defensor Sporting |
| 14 | ЗХ   | Луїс Гарісто            | 3 грудня 1945 (вік 28 років)  | 3      | Пеньяроль         |
| 15 | ЗХ   | Mario González          | 27 травня 1950 (вік 24 роки)  | 13     | Пеньяроль         |
| 16 | ПЗ   | Альберто Кардаччо       | 26 серпня 1949 (вік 24 роки)  | 18     | Danubio           |
| 17 | ПЗ   | Хуліо Сесар Хіменес     | 27 серпня 1954 (вік 19 років) | 11     | Пеньяроль         |
| 18 | ПЗ   | Вальтер Мантегацца      | 17 червня 1952 (вік 21 рік)   | 8      | Nacional          |
| 19 | НП   | Деніс Мілар             | 20 червня 1952 (вік 21 рік)   | 12     | Liverpool         |
| 20 | НП   | Juan Silva              | 5 серпня 1948 (вік 25 років)  | 6      | Пеньяроль         |
| 21 | НП   | José Gómez              | 23 жовтня 1949 (вік 24 роки)  | 5      | Cerro             |
| 22 | ВР   | Gustavo Fernández       | 16 лютого 1952 (вік 22 роки)  | 6      | Rentistas         |

### Болгарія
Головний тренер: Христо Младенов
| №  | Поз. | Гравець           | Дата народження (вік)          | Матчів | Клуб                |
| -- | ---- | ----------------- | ------------------------------ | ------ | ------------------- |
| 1  | ВР   | Румянчо Горанов   | 17 березня 1950 (вік 24 роки)  | 21     | Локомотив (Софія)   |
| 2  | ЗХ   | Іван Зафіров      | 30 грудня 1947 (вік 26 років)  | 30     | ЦСКА СЗ (Софія)     |
| 3  | ЗХ   | Добромир Жечев    | 12 листопада 1942 (вік 31 рік) | 73     | Левські-Спартак     |
| 4  | ПЗ   | Стефан Величков   | 15 лютого 1949 (вік 25 років)  | 22     | Етир                |
| 5  | ЗХ   | Божил Колев       | 20 травня 1949 (вік 25 років)  | 35     | ЦСКА СЗ (Софія)     |
| 6  | ЗХ   | Димитар Пенєв     | 12 липня 1945 (вік 28 років)   | 83     | ЦСКА СЗ (Софія)     |
| 7  | НП   | Войн Войнов       | 7 вересня 1952 (вік 21 рік)    | 11     | Левські-Спартак     |
| 8  | НП   | Христо Бонєв (к)  | 3 лютого 1947 (вік 27 років)   | 68     | Локомотив (Пловдив) |
| 9  | НП   | Атанас Михайлов   | 5 липня 1949 (вік 24 роки)     | 40     | Локомотив (Софія)   |
| 10 | ПЗ   | Іван Стоянов      | 20 січня 1949 (вік 25 років)   | 18     | Левські-Спартак     |
| 11 | ПЗ   | Георгій Денев     | 18 квітня 1950 (вік 24 роки)   | 29     | ЦСКА СЗ (Софія)     |
| 12 | ЗХ   | Стефан Аладжов    | 18 жовтня 1947 (вік 26 років)  | 27     | Левські-Спартак     |
| 13 | ЗХ   | Младен Василев    | 29 липня 1947 (вік 26 років)   | 25     | Академік (Софія)    |
| 14 | НП   | Кирил Міланов     | 17 жовтня 1948 (вік 25 років)  | 9      | Левські-Спартак     |
| 15 | НП   | Павел Панов       | 14 вересня 1950 (вік 23 роки)  | 10     | Левські-Спартак     |
| 16 | НП   | Божидар Григоров  | 27 липня 1945 (вік 28 років)   | 4      | Славія (Софія)      |
| 17 | ПЗ   | Аспарух Никодимов | 21 серпня 1945 (вік 28 років)  | 23     | ЦСКА СЗ (Софія)     |
| 18 | ПЗ   | Цоньо Василев     | 7 січня 1952 (вік 22 роки)     | 6      | ЦСКА СЗ (Софія)     |
| 19 | ПЗ   | Кирил Івков       | 21 червня 1946 (вік 27 років)  | 22     | Левські-Спартак     |
| 20 | НП   | Красимир Борисов  | 8 квітня 1950 (вік 24 роки)    | 7      | Левські-Спартак     |
| 21 | ВР   | Стефан Стайков    | 3 жовтня 1949 (вік 24 роки)    | 5      | Левські-Спартак     |
| 22 | ВР   | Сімеон Сімеонов   | 26 квітня 1946 (вік 28 років)  | 34     | Славія (Софія)      |

## Група 4

### Польща
Головний тренер: Казімеж Гурський
| №  | Поз. | Гравець              | Дата народження (вік)         | Матчів | Клуб               |
| -- | ---- | -------------------- | ----------------------------- | ------ | ------------------ |
| 1  | ВР   | Анджей Фішер         | 15 січня 1952 (вік 22 роки)   | 1      | Гурник (Забже)     |
| 2  | ВР   | Ян Томашевський      | 9 січня 1948 (вік 26 років)   | 14     | ЛКС (Лодзь)        |
| 3  | ВР   | Зигмунт Калиновський | 2 травня 1949 (вік 25 років)  | 4      | Шльонськ (Вроцлав) |
| 4  | ЗХ   | Антоній Шимановський | 13 січня 1951 (вік 23 роки)   | 28     | Вісла (Краків)     |
| 5  | ЗХ   | Збігнєв Гут          | 17 квітня 1949 (вік 25 років) | 9      | Одра (Ополе)       |
| 6  | ЗХ   | Єжи Горгонь          | 18 липня 1949 (вік 24 роки)   | 31     | Гурник (Забже)     |
| 7  | ПЗ   | Генрик Вічорек       | 14 грудня 1949 (вік 24 роки)  | 3      | Гурник (Забже)     |
| 8  | ЗХ   | Мирослав Бульзацький | 23 жовтня 1951 (вік 22 роки)  | 16     | ЛКС (Лодзь)        |
| 9  | ЗХ   | Владислав Жмуда      | 6 червня 1954 (вік 20 років)  | 2      | Гвардія (Варшава)  |
| 10 | ЗХ   | Адам Мусял           | 18 грудня 1948 (вік 25 років) | 25     | Вісла (Краків)     |
| 11 | ПЗ   | Леслав Цмікевич      | 25 серпня 1948 (вік 25 років) | 32     | Легія              |
| 12 | ПЗ   | Казімеж Дейна (к)    | 23 жовтня 1947 (вік 26 років) | 49     | Легія              |
| 13 | ПЗ   | Генрик Касперчак     | 10 липня 1946 (вік 27 років)  | 17     | Сталь (Мелець)     |
| 14 | ПЗ   | Зигмунт Мащик        | 3 травня 1945 (вік 29 років)  | 16     | Рух (Хожув)        |
| 15 | НП   | Роман Якобчак        | 26 лютого 1946 (вік 28 років) | 1      | Лех (Познань)      |
| 16 | НП   | Гжегож Лято          | 8 квітня 1950 (вік 24 роки)   | 13     | Сталь (Мелець)     |
| 17 | НП   | Анджей Шармах        | 3 жовтня 1950 (вік 23 роки)   | 6      | Гурник (Забже)     |
| 18 | НП   | Роберт Гадоха        | 10 січня 1946 (вік 28 років)  | 49     | Легія              |
| 19 | НП   | Ян Домарський        | 28 жовтня 1946 (вік 27 років) | 13     | Сталь (Мелець)     |
| 20 | НП   | Здзіслав Капка       | 7 грудня 1954 (вік 19 років)  | 2      | Вісла (Краків)     |
| 21 | НП   | Казімеж Кмєцик       | 19 вересня 1951 (вік 22 роки) | 9      | Вісла (Краків)     |
| 22 | НП   | Марек Кусто          | 29 квітня 1954 (вік 20 років) | 1      | Вісла (Краків)     |

### Італія
Головний тренер: Ферруччо Валькареджі
| №  | Поз. | Гравець               | Дата народження (вік)            | Матчів | Клуб           |
| -- | ---- | --------------------- | -------------------------------- | ------ | -------------- |
| 1  | ВР   | Діно Дзофф            | 28 лютого 1942 (вік 32 роки)     | 32     | Ювентус        |
| 2  | ЗХ   | Лучано Спінозі        | 9 травня 1950 (вік 24 роки)      | 16     | Ювентус        |
| 3  | ЗХ   | Джачінто Факкетті (к) | 18 липня 1942 (вік 31 рік)       | 73     | Інтернаціонале |
| 4  | ПЗ   | Ромео Бенетті         | 20 жовтня 1945 (вік 28 років)    | 15     | Мілан          |
| 5  | ЗХ   | Франческо Моріні      | 12 серпня 1944 (вік 29 років)    | 6      | Ювентус        |
| 6  | ЗХ   | Тарчізіо Бурньїч      | 25 квітня 1939 (вік 35 років)    | 63     | Інтернаціонале |
| 7  | ПЗ   | Сандро Маццола        | 8 листопада 1942 (вік 31 рік)    | 67     | Інтернаціонале |
| 8  | ПЗ   | Фабіо Капелло         | 18 червня 1946 (вік 27 років)    | 16     | Ювентус        |
| 9  | НП   | Джорджо Кіналья       | 24 січня 1947 (вік 27 років)     | 9      | Лаціо          |
| 10 | ПЗ   | Джанні Рівера         | 18 серпня 1943 (вік 30 років)    | 58     | Мілан          |
| 11 | НП   | Луїджі Ріва           | 7 листопада 1944 (вік 29 років)  | 40     | Кальярі        |
| 12 | ВР   | Енріко Альбертозі     | 2 листопада 1939 (вік 34 роки)   | 34     | Кальярі        |
| 13 | ЗХ   | Джузеппе Сабадіні     | 26 березня 1949 (вік 25 років)   | 4      | Мілан          |
| 14 | ЗХ   | Мауро Беллуджі        | 7 лютого 1950 (вік 24 роки)      | 7      | Інтернаціонале |
| 15 | ЗХ   | Джузеппе Вілсон       | 27 жовтня 1945 (вік 28 років)    | 1      | Лаціо          |
| 16 | ПЗ   | Антоніо Юліано        | 1 січня 1943 (вік 31 рік)        | 17     | Наполі         |
| 17 | ПЗ   | Лучано Ре Чекконі     | 1 грудня 1948 (вік 25 років)     | 0      | Лаціо          |
| 18 | ПЗ   | Франко Каузіо         | 1 лютого 1949 (вік 25 років)     | 10     | Ювентус        |
| 19 | НП   | П'єтро Анастазі       | 7 квітня 1948 (вік 26 років)     | 20     | Ювентус        |
| 20 | НП   | Роберто Бонінсенья    | 13 листопада 1943 (вік 30 років) | 18     | Інтернаціонале |
| 21 | НП   | Паоло Пулічі          | 27 квітня 1950 (вік 24 роки)     | 3      | Торіно         |
| 22 | ВР   | Лучано Кастелліні     | 12 грудня 1945 (вік 28 років)    | 0      | Торіно         |

### Аргентина
Головний тренер: Владислао Кап
| №  | Поз. | Гравець                | Дата народження (вік)           | Матчів | Клуб                       |
| -- | ---- | ---------------------- | ------------------------------- | ------ | -------------------------- |
| 1  | ВР   | Даніель Карневалі      | 4 грудня 1946 (вік 27 років)    | 14     | Лас-Пальмас                |
| 2  | НП   | Рубен Аяла             | 8 січня 1950 (вік 24 роки)      | 15     | Атлетіко (Мадрид)          |
| 3  | ПЗ   | Карлос Бабінгтон       | 20 вересня 1949 (вік 24 роки)   | 7      | Уракан                     |
| 4  | НП   | Агустін Бальбуена      | 1 вересня 1945 (вік 28 років)   | 6      | Індепендьєнте (Авельянеда) |
| 5  | ЗХ   | Анхель Бархас          | 29 жовтня 1946 (вік 27 років)   | 20     | Нант                       |
| 6  | ПЗ   | Мігель Анхель Бріндісі | 8 жовтня 1950 (вік 23 роки)     | 31     | Уракан                     |
| 7  | ЗХ   | Хорхе Карраскоса       | 15 серпня 1948 (вік 25 років)   | 7      | Уракан                     |
| 8  | ПЗ   | Енріке Часаррета       | 29 липня 1947 (вік 26 років)    | 7      | Сан-Лоренсо                |
| 9  | ЗХ   | Рубен Гларія           | 10 березня 1948 (вік 26 років)  | 4      | Сан-Лоренсо                |
| 10 | ЗХ   | Рамон Ередія           | 26 лютого 1951 (вік 23 роки)    | 18     | Атлетіко (Мадрид)          |
| 11 | ПЗ   | Рене Гаусман           | 19 липня 1953 (вік 20 років)    | 7      | Уракан                     |
| 12 | ВР   | Убальдо Фільйоль       | 21 липня 1950 (вік 23 роки)     | 0      | Рівер Плейт                |
| 13 | НП   | Маріо Кемпес           | 15 липня 1954 (вік 19 років)    | 5      | Росаріо Сентраль           |
| 14 | ЗХ   | Роберто Перфумо (к)    | 3 жовтня 1942 (вік 31 рік)      | 34     | Крузейро                   |
| 15 | НП   | Альдо Пой              | 14 вересня 1945 (вік 28 років)  | 1      | Росаріо Сентраль           |
| 16 | ЗХ   | Франсіско Са           | 25 жовтня 1945 (вік 28 років)   | 7      | Індепендьєнте (Авельянеда) |
| 17 | ПЗ   | Карлос Скео            | 4 червня 1948 (вік 26 років)    | 4      | Расінг (Авельянеда)        |
| 18 | ПЗ   | Роберто Тельч          | 6 листопада 1943 (вік 30 років) | 17     | Сан-Лоренсо                |
| 19 | ПЗ   | Нестор Тоньєрі         | 27 листопада 1942 (вік 31 рік)  | 1      | Естудьянтес (Ла-Плата)     |
| 20 | ЗХ   | Енріке Вольфф          | 21 лютого 1949 (вік 25 років)   | 16     | Рівер Плейт                |
| 21 | ВР   | Мігель Анхель Санторо  | 27 лютого 1942 (вік 32 роки)    | 13     | Індепендьєнте (Авельянеда) |
| 22 | НП   | Ектор Ясальде          | 29 травня 1946 (вік 28 років)   | 12     | Спортінг (Лісабон)         |

### Гаїті
Головний тренер: Антуан Тассі
| №  | Поз. | Гравець              | Дата народження (вік)          | Матчів | Клуб                |
| -- | ---- | -------------------- | ------------------------------ | ------ | ------------------- |
| 1  | ВР   | Анрі Франсійон       | 26 травня 1946 (вік 28 років)  | 1      | Вікторі Спортіф     |
| 2  | ЗХ   | Вільфрід Луї         | 25 жовтня 1949 (вік 24 роки)   | 0      | Дон Боско           |
| 3  | ЗХ   | Арсен Огюст          | 3 лютого 1951 (вік 23 роки)    | 1      | Расінг Клюб Гаітьєн |
| 4  | ЗХ   | Фріц Андре           | 18 вересня 1946 (вік 27 років) | 0      | Віолетт             |
| 5  | ЗХ   | Серж Дюкосте         | 4 лютого 1944 (вік 30 років)   | 0      | Оглі Нуар           |
| 6  | ЗХ   | П'єр Байонн          | 11 червня 1949 (вік 25 років)  | 1      | Віолетт             |
| 7  | ПЗ   | Філіп Ворб           | 14 вересня 1947 (вік 26 років) | 1      | Віолетт             |
| 8  | ПЗ   | Жан-Клод Дезір       | 8 серпня 1946 (вік 27 років)   | 1      | Оглі Нуар           |
| 9  | ПЗ   | Едді Антуан          | 27 серпня 1949 (вік 24 роки)   | 1      | Расінг Клюб Гаітьєн |
| 10 | ПЗ   | Guy François         | 18 вересня 1947 (вік 26 років) | 0      | Віолетт             |
| 11 | НП   | Гі Сан-Віль          | 21 жовтня 1942 (вік 31 рік)    | 1      | Расінг Клюб Гаітьєн |
| 12 | ПЗ   | Ернст Жан-Жозеф      | 11 червня 1948 (вік 26 років)  | 1      | Віолетт             |
| 13 | ЗХ   | Серж Расін           | 9 жовтня 1951 (вік 22 роки)    | 1      | Оглі Нуар           |
| 14 | ЗХ   | Вільнер Назер (к)    | 30 березня 1950 (вік 24 роки)  | 0      | Валансьєн           |
| 15 | НП   | Роже Сан-Віль        | 8 грудня 1949 (вік 24 роки)    | 1      | Арчибальд           |
| 16 | НП   | Фріц Леандре         | 13 березня 1948 (вік 26 років) | 0      | Расінг Клюб Гаітьєн |
| 17 | ПЗ   | Жозеф-Маріон Леандре | 9 травня 1945 (вік 29 років)   | 1      | Расінг Клюб Гаітьєн |
| 18 | НП   | Клод Бартелемі       | 9 травня 1945 (вік 29 років)   | 1      | Расінг Клюб Гаітьєн |
| 19 | ЗХ   | Жан-Ербер Остен      | 23 лютого 1950 (вік 24 роки)   | ?      | Віолетт             |
| 20 | НП   | Емманюель Санон      | 25 червня 1951 (вік 22 роки)   | 1      | Дон Боско           |
| 21 | ВР   | Вільнер Пікан        | 12 жовтня 1949 (вік 24 роки)   | ?      | Віолетт             |
| 22 | ВР   | Жерар Жозеф          | 22 жовтня 1949 (вік 24 роки)   | ?      | Расінг Клюб Гаітьєн |